# Петровка (Долгоруковский район)
Петро́вка — деревня Стегаловского сельского поселения Долгоруковского района Липецкой области.
Деревня стоит на берегах реки. Здесь на ней образован пруд.
Селение Петровка известно по документам с 1778 года.
Недалеко от Петровки есть посёлок Новопетровский.